# Weinmannia
Genre
Classification phylogénétique
Le genre Weinmannia représentant de la famille des Cunoniaceae comprend plusieurs espèces d'arbres ou arbustes principalement présents dans l'hémisphère sud.

## Quelques espèces
- Weinmannia aggregata (Madagascar)
- Weinmannia boliviana (Bolivie)
- Weinmannia corocoroensis (Venezuela)
- Weinmannia dichotoma (Nouvelle-Calédonie)
- Weinmannia fagaroides (Bolivie)
- Weinmannia ilutepuiensis (Venezuela)
- Weinmannia magnifica (Madagascar)
- Weinmannia mauritiana D.Don, le petit bois de tan, arbuste endémique des Mascareignes
- Weinmannia ouaiemensis (Nouvelle-Calédonie)
- Weinmannia païtensis (Nouvelle-Calédonie)
- Weinmannia pinnata
- Weinmannia racemosa (Nouvelle-Zélande)
- Weinmannia rollottii (Andes)
- Weinmannia serrata (Nouvelle-Calédonie)
- Weinmannia sylvicola (Nouvelle-Zélande) A. Cunn.
- Weinmannia tinctoria SM., le tan rouge, arbre endémique des Mascareignes
- Weinmannia tormentosa (Colombie)
- Weinmannia trichosperma (Chili) Cav.

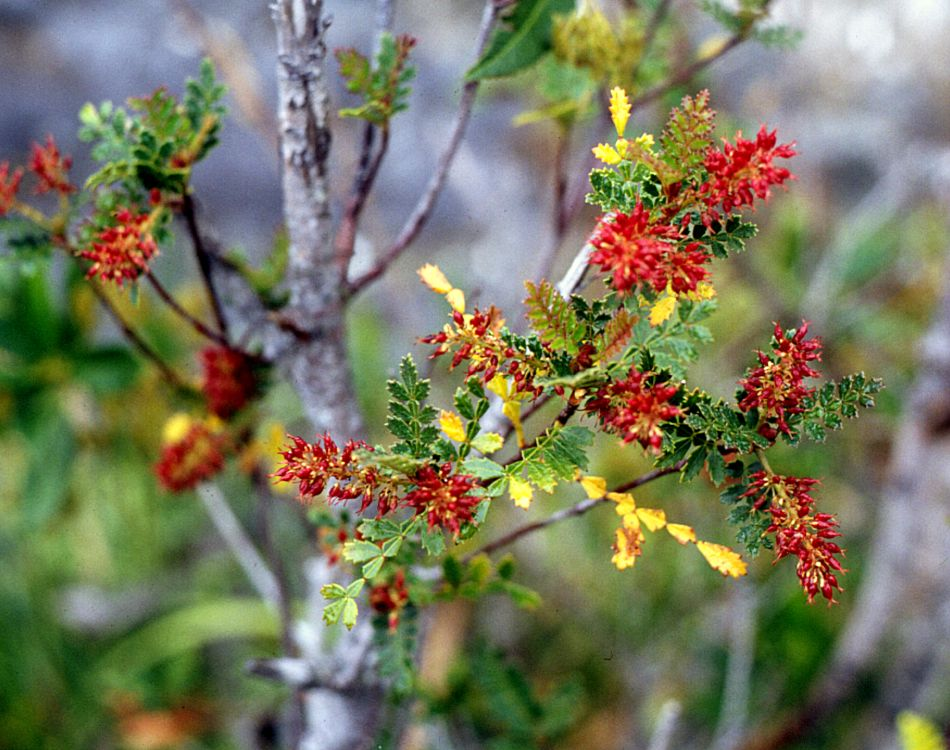
Weinmannia trichosperma (Chili)

- Weinmannia ulei Diels